# Tour de Francia 1921
El 15.º Tour de Francia se disputó entre el 26 de junio y el 24 de julio de 1921 con un recorrido de 5484 km. dividido en 15 etapas. 
La carrera fue ganada por el  belga Léon Scieur a una velocidad media de 24,720 kilómetros por hora. Los ciclistas belgas volvieron a dominar la carrera en esta edición, en parte gracias a la ausencia de los hermanos Pélissier, enfrentados con la organización del Tour. La victoria de Scieur fue indiscutible y aunque Hector Heusghem se le acercó al finalizar la sexta etapa, posteriormente volvió a perder tiempo. La organización intentó varias opciones para que los ciclistas atacaran más, pero no lo logró.

## Cambios respecto a la edición anterior
El Tour de Francia de 1920 había sido dominado por los ciclistas belgas, que ganaron doce de las quince etapas, y ocuparon las siete primeras posiciones de la clasificación general. Los ciclistas franceses  Henri y Francis Pélissier habían abandonado la carrera después de que Henri recibiera una penalización por parte de la organización para un cambio de neumático irregular. Como resultado de este enfrentamiento los hermanos Pélissier no tomaron la salida en el Tour de Francia de 1921. 
En esta edición se inscribieron para participar en la carrera dos veteranos ciclistas: Ernest Paul y Lucien Pothier, ambos de cuarenta años. Paul había disputado su primer Tour de Francia el 1908, 
mientras Pothier había disputado ya el primer Tour de Francia, el 1903, en la que acabó segundo.
El ganador de 1920, Philippe Thys, el mejor ciclista del momento, se estaba recuperando de una enfermedad y no pudo luchar por la victoria.
El impacto económico de la Primera Guerra Mundial aún no había terminado y, como en ediciones anteriores, los equipos no fueron patrocinados por marcas, sino que habían aglutinado sus fuerzas bajo el nombre de La Sportive. Los ciclistas se dividieron en dos categorías, la  1ère classe  (primera clase), los profesionales, y la  2ème classe  (segunda clase), los amateurs. Así, de los 123 ciclistas que tomaron la salida 24 eran de la 1.ª categoría y 99 de la segunda. En esta edición, algunos ciclistas de la segunda clase acabarían mejor clasificados que algunos ciclistas profesionales.
El Tour de Francia de 1921 vio la introducción de la prensa extranjera, que seguía la carrera en sus propios coches, así como los dorsales de los ciclistas adosados a las bicicletas en unas pequeñas placas de zinc .

## Recorrido
El Tour de Francia de 1921 utilizó el mismo formato que se venía utilizando desde 1910, y que continuaría hasta el 1924: quince etapas con un recorrido superior a los 5.000 km, siguiendo el perímetro de Francia, con salida y llegada en París.
Tolón y Ginebra sustituyen a Aix en Provence y Gex como ciudades que reciben una etapa. Por quinta vez el Tour inicia en dirección oeste, para llegar a París por el este.

## Desarrollo de la carrera

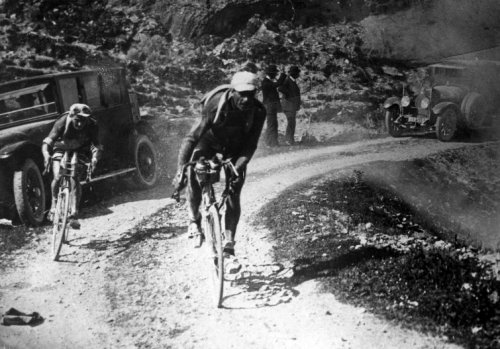
Léon Scieur durante el Tour de Francia de 1921.

En general esta edición no tuvo gran emoción ni grandes hazañas, lo que preocupó al organizador del Tour y propietario del diario, Henri Desgrange, el cual sancionó a los ciclistas que, según su punto de vista, no eran suficientemente combativos.
En la primera etapa Honoré Barthélémy llegó a sufrir hasta once pinchazos. Con todo, acabó segundo de la etapa tras Louis Mottier, con Léon Scieur en tercera posición. 
En la segunda etapa, ganada por Romain Bellenger, Scieur acabó en segunda posición, casi una hora antes de que Mottier y Barthélémy, por lo que Scieur pasó a liderar la carrera. 
Scieur aumentó las diferencias al frente de la clasificación al ganar en solitario la tercera etapa, dejando a su inmediato perseguidor, Hector Heusghem, a 12' 38". En la cuarta y quinta etapa, ambas ganadas por Mottier, Scieur aumentó su ventaja hasta casi media hora.
En la sexta etapa, la primera de alta montaña de la presente edición, Hector Heusghem se escapó en la ascensión al Tourmalet, pasando en solitario por la cima y llegando en solitario a Luchon con 24 minutos de diferencia tras superar también el Aspin y Peyresourde. Esto hizo que la diferencia entre Scieur y Heusghem quedara en poco más de cuatro minutos.
La séptima y octava etapa no provocaron cambios en la general, pero como novedad en la etapa, la carrera quedó sentenciada al perder Heusghem diez minutos respecto a Scieur. A partir de este momento a Scieur le fue fácil controlar la carrera, y al resto de competidores solo les quedó luchar para conseguir alguna victoria de etapa. En la décima etapa Scieur pinchó en la ascensión al Col d'Allos, lo que Heusghem aprovechó para atacar, rompiendo la regla no escrita de aprovecharse de las averías de los demás. Un enfurecido Scieur salió en persecución de Heusghem, una vez reparada la avería, con un golpe a su lado al acusarle de ser un mal educado, para más tarde dejarlo atrás y ganar la etapa con seis minutos sobre Heusghem.
El público francés vio la segunda victoria de un ciclista nacional en la undécima etapa, con el triunfo de Félix Goethals. En la duodécima el vencedor fue otro francés, Honoré Barthélémy. Henri Desgrange estaba enfadado con los ciclistas por no intentar superar a Scieur, por lo que decidió que los ciclistas saldrían por separado en la decimotercera etapa. Los ciclistas de la "segunda categoría" saldrían dos horas antes de que los patrocinados y profesionales de la "primera categoría". 
Aunque la etapa fue ganada por un ciclista de la segunda categoría, Félix Sellier, no hubo ningún cambio en la clasificación general, ya que Scieur y Heusghem llegaron juntos. La organización del Tour que los ciclistas de segunda categoría salieran dos horas más tarde en la decimocuarta etapa, pero estos amenazaron con una huelga si no salían juntos. Durante la decimocuarta etapa tuvo un incidente remarcable, ya que Scieur rompió una rueda, con once de sus radios. Según las normas una pieza de la bicicleta solo se podía reemplazar cuando la reparación era imposible. Al no haber ningún comisario del Tour cerca que pudiera comprobar la imposibilidad de reparar la rueda Scieur se la ató a la espalda y corrió con ella encima durante más de 300 km, lo que le dejó cicatrices en el espalda que duraron años. Aunque en la última etapa Scieur llegó unos minutos detrás de Heusghem, su victoria nunca estuvo en peligro.

## Etapas
| Etapa | Fecha       | Recorrido                    | Distancia (km) | Ganador           | Líder         |
| ----- | ----------- | ---------------------------- | -------------- | ----------------- | ------------- |
| 1.ª   | 26 de junio | París - Le Havre             | 388            | Louis Mottiat     | Louis Mottiat |
| 2.ª   | 28 de junio | Le Havre - Cherburgo         | 364            | Romain Bellenger  | Léon Scieur   |
| 3.ª   | 30 de junio | Cherburgo - Brest            | 405            | Léon Scieur       | Léon Scieur   |
| 4.ª   | 2 de julio  | Brest - Les Sables d'Olonne  | 412            | Louis Mottiat     | Léon Scieur   |
| 5.ª   | 4 de julio  | Les Sables d'Olonne - Bayona | 482            | Louis Mottiat     | Léon Scieur   |
| 6.ª   | 6 de julio  | Bayona - Luchon              | 326            | Hector Heusghem   | Léon Scieur   |
| 7.ª   | 8 de julio  | Luchon - Perpiñán            | 323            | Louis Mottiat     | Léon Scieur   |
| 8.ª   | 10 de julio | Perpiñán - Tolón             | 411            | Luigi Lucotti     | Léon Scieur   |
| 9.ª   | 12 de julio | Toulon - Niza                | 272            | Firmin Lambot     | Léon Scieur   |
| 10.ª  | 14 de julio | Niza – Grenoble              | 333            | Léon Scieur       | Léon Scieur   |
| 11.ª  | 16 de julio | Grenoble - Ginebra           | 325            | Félix Goethals    | Léon Scieur   |
| 12.ª  | 18 de julio | Ginebra - Estrasburgo        | 371            | Honoré Barthélémy | Léon Scieur   |
| 13.ª  | 20 de julio | Estrasburgo - Metz           | 300            | Félix Sellier     | Léon Scieur   |
| 14.ª  | 22 de julio | Metz - Dunkerque             | 433            | Félix Goethals    | Léon Scieur   |
| 15.ª  | 24 de julio | Dunkerque - París            | 340            | Félix Goethals    | Léon Scieur   |

## Clasificación general
La clasificación general fue calculada por la suma de los diferentes tiempos parciales, siendo el vencedor el ciclista que invirtió menos tiempo en hacer el recorrido. Léon Scieur fue el vencedor final, y recibió 15.000 francos. Inicialmente, los resultados de las dos categorías en que se dividían los ciclistas iba por separado, pero las fuentes actuales combinan los resultados de las dos categorías. El vencedor de la segunda categoría, Victor Lenaers, se llevó unos 20.000 francos durante la carrera.
| Clasificación general |                   |           |                   |
| Ciclista              | Ciclista          | Categoría | Tiempo            |
| --------------------- | ----------------- | --------- | ----------------- |
| 1.º                   | Leon Scieur       | 1         | 221 h 50 min 26 s |
| 2.º                   | Hector Heusghem   | 1         | + 18 min 36 s     |
| 3.º                   | Honoré Barthélémy | 1         | + 2 h 01 min 00 s |
| 4.º                   | Luigi Lucotti     | 1         | + 2 h 39 min 18 s |
| 5.º                   | Hector Tiberghien | 1         | + 4 h 33 min 19 s |
| 6.º                   | Victor Lenaers    | 2         | + 4 h 53 min 23 s |
| 7.º                   | Léon Despontin    | 2         | + 5 h 01 min 54 s |
| 8.º                   | Camille Leroy     | 2         | + 7 h 56 min 27 s |
| 9.º                   | Firmin Lambot     | 1         | + 8 h 26 min 25 s |
| 10                    | Félix Goethals    | 1         | + 8 h 42 min 26 s |

| Clasificación final (11–38) |                       |           |                    |
| Ciclista                    | Ciclista              | Categoría | Tiempo             |
| --------------------------- | --------------------- | --------- | ------------------ |
| 11.º                        | Louis Mottiat         | 1         | + 8 h 51 min 24 s  |
| 12.º                        | Eugène Dhers          | 2         | + 9 h 44 min 36 s  |
| 13.º                        | Henri Ferrara         | 2         | + 11 h 58 min 24 s |
| 14.º                        | Noel Amenc            | 2         | + 12 h 37 min 23 s |
| 15.º                        | Joel Muller           | 2         | + 12 h 59 min 08 s |
| 16.º                        | Félix Sellier         | 2         | + 13 h 56 min 45 s |
| 17.º                        | Henri Colle           | 2         | + 15 h 02 min 22 s |
| 18.º                        | Enrico Sala           | 2         | + 19 h 09 min 18 s |
| 19.º                        | Guglielmo Ceccherelli | 2         | + 22 h 49 min 12 s |
| 20.º                        | Auguste Meyer         | 2         | + 22 h 53 min 43 s |
| 21.º                        | Benjamin Javaux       | 2         | + 25 h 25 min 34 s |
| 22.º                        | Pierre Hudsyn         | 2         | + 25 h 53 min 44 s |
| 23.º                        | Joseph Normand        | 2         | + 27 h 05 min 40 s |
| 24.º                        | Etienne Dorfeuille    | 2         | + 27 h 07 min 44 s |
| 25.º                        | Charles Raboisson     | 2         | + 27 h 57 min 32 s |
| 26.º                        | Jules Deloffre        | 2         | + 31 h 09 min 48 s |
| 27.º                        | Ernest Paul           | 2         | + 32 h 26 min 34 s |
| 28.º                        | Edgard Roy            | 2         | + 32 h 43 min 15 s |
| 29.º                        | Charles Parel         | 2         | + 34 h 29 min 08 s |
| 30.º                        | Paul Coppens          | 2         | + 34 h 50 min 25 s |
| 31.º                        | Jean Kienlen          | 2         | + 36 h 18 min 06 s |
| 32.º                        | Lucien Pothier        | 2         | + 41 h 45 min 11 s |
| 33.º                        | Lucien Rocquebert     | 2         | + 49 h 37 min 25 s |
| 34.º                        | Robert Constantin     | 2         | + 57 h 07 min 39 s |
| 35.º                        | Charles Cento         | 2         | + 57 h 45 min 21 s |
| 36.º                        | Georges Kamm          | 2         | + 58 h 00 min 09 s |
| 37.º                        | Adrien Alpini         | 2         | + 60 h 34 min 50 s |
| 38.º                        | Henri Catelan         | 2         | + 62 h 19 min 57 s |